# Forsmo kraftverk
Forsmo kraftverk är beläget i Forsmo by i Sollefteå kommun och dämmer upp Ångermanälven. Kraftverket har fyra stycken Kaplanturbiner som ger en total effekt på 160 MW från fallhöjden på 34 meter. Uppströms kraftverket korsar stambanan genom övre Norrland älven på Forsmobron.

## Historik
Under 1940-talet steg efterfrågan på elkraft kraftigt. För att möta efterfrågan började Vattenfall planera för utbyggnad av Ångermanälven och den 13 oktober 1945 erhöll Vattenfall en del dom på sin ansökan om att bygga ett vattenkraftverk genom att dämma upp Forsmoforsen. Den första etappen innefattade två turbiner från NOHAB med generatorer från ASEA på vardera 45 MVA. Bygget inleddes i hög takt och det första aggregatet togs i drift redan den 16 februari 1948, den andra senare under året. Den stora tidspressen ledde till de två aggregaten togs i drift innan resten av anläggningen var färdigbyggd, maskinsalen saknade golv, portarna till transformatorcellerna saknades och den riktiga kontrollutrustningen hade inte levererats utan man fick låna ihop delar från andra anläggningar. NOHAB misslyckades med att leverera servomotorn som styrde löphjulets bladvinklar på aggregat 1, detta fick köras i två år med en provisorisk lösning som innebar att man fick ställa bladvinklarna manuellt med en jättelik ställskruv, något som endast kunde göras när turbinen inte roterade. På grund av effektbristen kom verkets turbiner att köras mycket hårt och långt över gränsen för betydande kavitation. Kavitationen ledde till stora skador på både löphjulskammarens bottenplåtar och löphjulens blad, som krävde påsvetsning av material och slipning var tredje månad.
Den 28 januari 1955 fick man en vattendom på att installera ytterligare två aggregat. Dessa levererades av KMW och ASEA, ökade kraftverkets effekt till 155 MW. Med de två nya turbinerna kunde man återgå till att köra turbinerna lite mer skonsamt under kavitationsgränsen.